# The Five (serie televisiva)
The Five è una serie televisiva britannica creata da Harlan Coben, scrittore statunitense di romanzi gialli e thriller. La prima stagione, composta da 10 episodi, è stata trasmessa nel Regno Unito da Sky 1 dal 15 aprile al 13 maggio 2016.
Il 18 luglio 2016, Sky 1 ha confermato che la prima stagione sarà seguita da una seconda stagione in 8 episodi dal titolo The Four.

## Trama
1995. Quattro compagni di scuola, Mark Wells, Danny Kenwood, Slade e Pru Carew rimangono traumatizzati quando il fratellino di Mark, Jesse, scompare mentre giocano tutti insieme in un parco. Durante le ricerche, un serial killer, Jakob Marosi, già accusato di cinque omicidi, afferma di aver ucciso Jesse. Da quel momento, i genitori di Jesse e Mark perdono le loro speranze di ritrovare il loro bambino di 5 anni ancora vivo.
2015. Danny Kenwood è sergente presso la polizia di Westbridge. Durante un'indagine su una prostituta, Anni Green, brutalmente malmenata con un martello, l'uomo rimane scioccato nel trovare il DNA di Jesse sulla scena del crimine. L'uomo avverte i suoi ex compagni di scuola, con la speranza di riunirsi a loro e di riprendere le ricerche di Jesse.

## Personaggi e interpreti
- Mark Wells, interpretato da Tom Cullen, doppiato da Andrea Lavagnino.
Avvocato trentenne, usa il suo tempo libero nella ricerca di persone scomparse.
- Danny Kenwood, interpretato da O. T. Fagbenle, doppiato da Alessio Cigliano.
Sergente detective presso la polizia di Westbridge.
- Slade, interpretato da Lee Ingleby, doppiato da Fabrizio Vidale.
Gestisce un ritrovo che ospita giovani problematici.
- Pru Carew, interpretata da Sarah Solemani, doppiata da Federica De Bortoli.
Medico qualificato, torna a Westbridge dopo 16 anni trascorsi negli Stati Uniti.
- Ally Caine, interpretata da Hannah Arterton, doppiata da Francesca Manicone.
Detective, collega e partner di Danny.
- Jay Newman, interpretato da Lee Boardman.
Produttore musicale locale dal passato torbido.
- Julie Wells, interpretata da Geraldine James, doppiata da Daniela Nobili; Alan Wells, interpretato da Michael Maloney, doppiato da Dario Oppido.
Genitori di Mark e Jesse.
- Laura Marshall, interpretata da Honeysuckle Weeks.
Donna sposata, è l'amante di Mark.
- Stuart Carew, interpretato da Jonathan Kerrigan.
Marito di Pru.
- Jakob Marosi, interpretato da Rade Šerbedžija.
Serial killer condannato per 5 omicidi.

## Episodi
| Stagione       | Episodi | Prima TV USA | Prima TV Italia |
| -------------- | ------- | ------------ | --------------- |
| Prima stagione | 10      | 2016         | 2016            |

## Trasmissione internazionale
In Italia la serie è attualmente disponibile (dal 22 Febbraio 2024) su Serially, dopo la prima messa in onda sul servizio on demand TIMvision nel novembre 2016 e rimasta in catalogo fino al 7 novembre 2017. In Francia la prima stagione è stata trasmessa da Canal+ a partire dal 28 aprile 2016. Nei Paesi Bassi, invece, è andata in onda sulla KRO (Katholieke Radio Omroep) dal 5 giugno al 10 luglio 2016, mentre è stata trasmessa in Belgio, sul canale in lingua fiamminga Canvas, a partire dal 25 ottobre 2016 e fino al 14 novembre. In Svizzera la prima serie è trasmessa in Lingua italiana da RSI LA1 a partire dal 26 Marzo 2017.